# Чикулаї
Чикулаї́ (рос. Чикулаи) — присілок у складі Даровського району Кіровської області, Росія. Входить до складу Даровського міського поселення.
Населення становить 10 осіб (2010, 17 у 2002).
Національний склад станом на 2002 рік — росіяни 100 %.